# Leonor Andrade
Leonor Andrade, también conocida como Ella Nor, (Barreiro, Distrito de Setúbal, 13 de septiembre de 1994) es una cantante y actriz portuguesa. Fue la representante de Portugal en el Festival de la Canción de Eurovisión 2015 con la canción Há um mar que nos separa.
En el 2014 participó en el programa The Voice Portugal de RTP. Formó parte del reparto de la telenovela Água de Mar donde interpretó el papel de Joana Luz.

## Biografía
Leonor Andrade nació en Barreiro, en Distrito de Setúbal, Portugal, el 13 de septiembre de 1994.
Desde los cuatro años toca el piano, y comenzó a cantar cuando entró como vocalista en la banda de su hermano. Leonor estuvo diez años en una escuela de música Realizó el casting para The Voice Portugal y llegó hasta las semifinales. 
En 2014 fue escogida para interpretar el papel de Joana Luz en la telenovela de RTP Água de Mar.
En marzo de 2015 gana el Festival RTP da Canção con la canción Há um mar que nos separa, escrita por Miguel Gameiro, siendo escogida para representar a Portugal en el Festival de la Canción de Eurovisión 2015, llevado a cabo en Viena, Austria.  No logró pasar la segunda semifinal del festival.
En mayo de 2016 lanzó el álbum Setembro, un ejemplo de la fidelidad de la cantante a su estilo musical, consiguiendo un gran éxito en Portugal. Incluye 10 canciones, las cuales son compuestas por ella misma, incluyendo ‘Strong for Too Long’ y ‘Já Conheci’, previamente lanzado como sencillo. El álbum fue producido por Viagens a Marte, de Fernando Martins. Entre los temas también podemos encontrar un dúo con Marisa Liz en ‘Deixa-me o Chão’.
En 2017, decide cambiar su nombre artístico a Ella Nor. Colabora en un nuevo tema de Miguel Gameiro, "Ficas-me Bem". También le da voz a los comerciales de Yorn con la canción "Shake It" lanzada en octubre de 2017 a través de Warner Music con el que ha firmado un contrato discográfico.
La versión original en inglés del tema "Bang" comenzó a reproducirse en la telenovela A Herdeira emitida por TVI. La versión portuguesa, adaptada del original al inglés con la colaboración de Carolina Deslandes, es el tema principal de la telenovela Jogo Duplo.

## Discografía
Álbumes
- Setembro (2016)

Singles
- Há um mar que nos separa (2015)
- Já Conheci (2015)
- Strong for Too Long (2015)
- Não Dá Mais (2016)
- Não (2017)
- Shake It (2017)
- Bang (2018)